# Jan Władysław Woś
Jan Władysław Woś (Varsavia, 19 aprile 1939) è uno storico, docente universitario, saggista, scrittore, bibliofilo e collezionista polacco.

## Biografia
Si è laureato nel 1967 presso la Facoltà di Filosofia dell'Università di Varsavia con una tesi sulle concezioni filosofiche di Dante Alighieri. Qui ha avuto come insegnanti, fra gli altri, Jan Legowicz, Leszek Kołakowski, Adam Schaff, Janina Kotarbińska, Roman Suszko, Zygmunt Bauman. Ha poi studiato all'Università Cattolica del Sacro Cuore, grazie agli auspici della filosofa Sofia Vanni Rovighi e del latinista Ezio Franceschini e nelle Università di Lovanio, Firenze, Pisa e Napoli. 

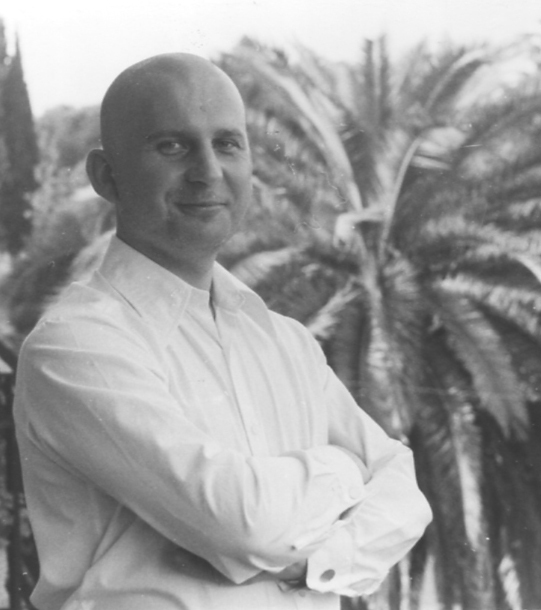
Woś al Cairo nel 1979.

A Lovanio ha collaborato a un lavoro d'équipe sulla tipologia delle fonti medievali (“Typologie des sources du Moyen Âge occidental”), diretto da Fernand van Steenberghen e da Léopold Genicot. Ha conseguito il diploma di perfezionamento (PhD) in Filologia medievale e umanistica presso la Scuola normale superiore con Guido Martellotti in data 27 ottobre 1975 con il massimo dei voti e la lode. È stato borsista della Fondazione Alexander von Humboldt (Alexander von Humboldt Stiftung). Ha insegnato come professore di Storia dell'Europa orientale nelle Università di Pisa (1976-1987), Heidelberg (1985-1986), Trento (1987-2009) e Venezia (1990-91). Ha partecipato a spedizioni antropologiche in Africa e Amazzonia.
Al centro delle sue ricerche sono la storia della Polonia nel Cinquecento e la storia della Chiesa e delle relazioni polacco-italiane. È autore di numerosi saggi e libri in diverse lingue, principalmente in italiano. Accanto all'impegno didattico e scientifico ha svolto un'intensa attività divulgativa della storia e della cultura della Polonia, attraverso seminari, conferenze e articoli di giornale. Nel marzo 1990 ha fondato l'Associazione Culturale Italia-Polonia di Trento e il Centro di Documentazione sulla storia dell'Europa orientale presso la Facoltà di Lettere e Filosofia dell'Università di Trento, con una biblioteca specializzata.

Dal 1987 è cittadino italiano. Nel 2002 gli è stata conferita la laurea honoris causa della Polish University Abroad di Londra.
È membro della Société Historique et Littéraire Polonaise - Bibliothèque Polonaise de Paris dal 1993 e della Polskie Towarzystwo Naukowe na Obczyźnie (Polish Society of Arts and Sciences Abroad) di Londra dal 1998. Possiede una vasta collezione di incisioni a tematica polacca, di pergamene (che datano dal X al XVI secolo) e di carte geografiche della Polonia.
Volumi miscellanei di saggi in suo onore sono stati pubblicati in occasione del cinquantesimo, sessantesimo e settantesimo compleanno.  Nel 1989 e nel 1992 sono state coniate due medaglie che lo ritraggono.
Dal settembre 1955 tiene un diario del quale sono stati pubblicati frammenti.
Dal 2008 è in pensione e dallo stesso anno ha iniziato a scrivere racconti, saggi storici e corrispondenze su mostre nella sua lingua natale, pubblicati sulle principali riviste letterarie polacche, come Twórczość, Akcent, Odra. Alcune di tali corrispondenze sono state raccolte in volume.
È autore di due volumi di ricordi: il primo relativo al periodo liceale (1954-1958), pubblicato dalla casa editrice Państwowy Instytut Wydawniczy, il secondo dedicato agli anni 1958-2016, pubblicato da Anagram.
Una raccolta di suoi racconti, con alcuni testi autobiografici, è stata pubblicata nel 2012 dalle edizioni Test di Lublino.
Dal gennaio 2016 è membro dell'Associazione degli scrittori polacchi all'estero (Związek Pisarzy Polskich na Obczyźnie), con sede a Londra.
Vive in campagna nei pressi di Firenze.

## Opere principali
- Andreas Laskarz und seine Einführungsrede für die Schameitengesandtschaft, Pisa 1972.
- Dispute giuridiche nella lotta tra la Polonia e l'Ordine Teutonico (Introduzione allo studio di Paulus Wladimiri), presentazione di C. Violante, Firenze, Licosa, 1979.
- Itinerario in Polonia del 1596 di Giovanni Paolo Mucante cerimoniere pontificio (Parte prima: Cracovia), (Fonti e studi di storia legislazione e tecnica degli archivi moderni, 18), Roma, Centro di ricerca pergamene medioevali e protocolli notarili, 1981.
- Vincenzo da Kielce, O.P., La “Vita minor” di S. Stanislao vescovo, intr., trad. e note di Jan Władysław Woś, ed. riv., Siena, Cantagalli, 19832.
- Die Nuntiatur des Annibale di Capua in Polen von 1586 bis 1591 im Spiegel seiner Briefe, “Zeitschrift für Ostforschung”, anno 35 (1986), fasc. 3, pp. 346–402.
- In finibus Christianitatis. Figure e momenti di storia della Polonia medioevale e moderna, Firenze, Città di Vita, 1988.
- La Polonia. Studi storici, Pisa, Giardini, 1992.
- Alessandro di Masovia vescovo-principe di Trento (1423-1444). Un profilo introduttivo. Nuova ed. riv. e ampl., Pisa, Giardini, 19942.
- Die Entstehung der Universität Krakau, Trento, Editrice Università degli Studi di Trento, 19942.
- La nonciature en Pologne de l'archevêque Hannibal de Capoue (1586-1591), Trento, Editrice Università degli Studi di Trento, 1995.
- Adalbert et Stanislas saints patrons de la Pologne, Avant-propos de card. J. Glemp, Paris, Éditions du Dialogue, 1998.
- Silva rerum. Sulla storia dell'Europa orientale e le relazioni italo-polacche, Trento, Editrice Università degli Studi di Trento, 2001.
- Santa Sede e corona polacca nella corrispondenza di Annibale di Capua (1586-1591), Trento, Editrice Università degli Studi di Trento, 2004.
- “Florenza bella tutto il vulgo canta”. Testimonianze di viaggiatori polacchi, Trento, Editrice Università degli Studi di Trento, 2006.
- Nuncjusz, “Twórczość”, anno 65 (2009), n. 7 (764), pp. 88–101.
- Ze wspomnień ucznia Liceum Kołłątaja w Warszawie (1954-1958), Warszawa, PIW, 2011.
- Sympozjum w Cassino i inne opowiadania, Lublin, Test, 2012.
- Polacchi all'Accademia di belle arti di Firenze, Firenze, Città di vita, 2018.
- Il generale Władysław Anders. Contributo per un ritratto (1892-1970), nuova ed., Firenze, Città di Vita, 2020.
- Wystawy, Lublin, Norbertinum, 2020.
- Dzienniki 1967-1974, Florencja, La fenice, 2021.
- Rav Samuel Hirsch Margulies. Cenni biografici nel centenario della scomparsa, “La rassegna mensile di Israel”, vol. 87 (2021), fasc. 3, pp. 7-31.
- Polacchi a Firenze. Dal medioevo ai nostri giorni, Firenze, Città di vita-Edizioni Polistampa, 2022.
- “E in mezzo a tutti sta il Sole”. Niccolò Copernico nel 550° anniversario della nascita, “Nuova Antologia”, vol. 631 (ottobre-dicembre 2023), fasc. 2308, pp. 320-332.
- La psicoanalista Tatiana Rosenthal (1884-1921), “Toscana ebraica”, anno 37, n. 6 (novembre-dicembre 2024), pp. 28-31.

### Racconti
- Homer, “Akcent. Literatura i Sztuka”, anno 30 (2009), n. 1 (115), pp. 46–62.
- Sympozjum w Cassino, “Odra”, anno 49 (2009), n. 11 (575), pp. 78–84.
- Kwiatuszek Pana Jezusa, “Akcent. Literatura i Sztuka”, anno 31 (2010), n. 2 (120), pp. 59–70.
- Wieczór z niespodziankami, “Twórczość”, anno 66 (2010), n. 10 (779), pp. 20–36.
- Ogrodnik, “Akcent. Literatura i Sztuka”, anno 32 (2011), n. 3 (125), pp. 86–93.
- Aronek, “Akcent. Literatura i Sztuka”, anno 44 (2024), n. 3 (177), pp. 78–89.